# 福島ミドリ十字
株式会社福島ミドリ十字（ふくしまみどりじゅうじ）は、かつて存在した血液製剤全般を販売する企業であったが、その後医薬品・一般用医薬品の卸売も行う企業となった。現在はバイタルネットである。

## 会社概要
- 本社：福島県郡山市長者1
- 社長：南野宣男

## 沿革
- 1966年（昭和41年） - 「東北ブラットバンク」から「福島ミドリ十字」に商号変更
- 1970年（昭和45年）7月 - 仙台市の「株式会社鈴彦商店」に営業権を譲渡

## 営業所
- 福島県:会津営業所・平営業所・福島営業所
- 茨城県:宇都宮営業所

## 主な取引メーカー
- ミドリ十字　等